# Уилкен, Антонетта
Антонетта Уилкен (в замужестве — Батчелор; англ. Antonette Wilken (Batchelor); род. 9 июня 1961, Солсбери) — зимбабвийская прыгунья в воду. Участница летних Олимпийских игр 1980 и 1984 годов.

## Биография
Антонетта Уилкен родилась 9 июня 1961 года в южнородезийском городе Солсбери (сейчас Хараре в Зимбабве).
Выступала в соревнованиях по прыжкам в воду за «Хьюстон Кугарс» из Хьюстона.
В 1980 году вошла в состав сборной Зимбабве на летних Олимпийских играх в Москве. В прыжках с 3-метрового трамплина заняла в квалификации 10-е место, набрав 402,210 балла и уступив 7,440 балла попавшей в финал с 8-го места Лурдес Гонсалес с Кубы. В прыжках с 10-метровой вышки заняла в квалификации предпоследнее, 16-е место, набрав 274,350 балла и уступив 49,500 балла попавшей в финал с 8-го места Ильдико Келемен из Венгрии.
В 1984 году вошла в состав сборной Зимбабве на летних Олимпийских играх в Лос-Анджелесе. В прыжках с 3-метрового трамплина заняла в квалификации 15-е место,  набрав 414,66 балла и уступив 18,12 балла попавшей в финал с 10-го места Дженни Доннет из Австралии.